# RMS Empress of India
La RMS Empress of India fu un transatlantico costruito nel 1890-1891 per conto della Canadian Pacific Railway, a favore della quale compì svariate traversate di collegamento tra la costa occidentale del Canada e l'Estremo Oriente.
Nel 1914 la nave venne venduta al Maharaja di Gwalior e trasformata in nave ospedale per le truppe indiane impegnate nella prima guerra mondiale, cambiando nome in Loyalty nel 1915; nel marzo 1919 fu venduta alla società Scindia Steam Navigation Company Ltd. di Bombay, venendo infine avviata alla demolizione nel febbraio 1923.